# Magnus Øverby
Magnus Øverby ist ein ehemaliger norwegischer Skispringer.
Am 2. Dezember 1995 sprang Øverby sein einziges Springen im Skisprung-Weltcup. Dabei gelang ihm mit einem 24. Platz von der Normalschanze in Lillehammer der Gewinn von sieben Weltcup-Punkten. Die Weltcup-Saison 1995/96 beendete er mit diesen sieben Punkten punktgleich mit dem Österreicher Michael Kury und dem Norweger Kristian Brenden auf dem 84. Platz in der Weltcup-Gesamtwertung. Nach der Saison sprang Øverby noch drei weitere Jahre erfolglos im Skisprung-Continental-Cup, bevor er 1999 seine aktive Skisprungkarriere beendete.